# Ràdio Despí
Ràdio Despí es una cadena de radio gestionada por la Associació Juvenil d'Amics de la Ràdio de San Juan Despí, un municipio de la provincia de Barcelona.

## Historia
Ràdio Despí nació a partir de la iniciativa de un grupo de amigos que decidieron montar una emisora propia para el municipio de San Juan Despí, porque hasta entonces carecía de una. Las emisiones se iniciaron el 23 de junio de 1995 desde unos locales pertenecientes a la Parroquia del Carmen sin licencia de emisión. El 14 de febrero de 1997 se vieron obligados a cesar las emisiones por este mismo motivo.
Tras la concesión de una licencia por parte del Departamento de Radiodifusión y televisión de la Generalidad de Cataluña se retomaron las emisiones en abril de 1997. En septiembre de 1998 cambiaron la localización de la emisora al campo de fútbol Municipal de Las Planas de forma temporal, hasta que en mayo de 1999 se trasladaron finalmente a unos estudios construidos por el Ayuntamiento de San Juan Despí.
En el año 2000 comenzaron las emisiones a través de Internet y que siguen en la actualidad a través de radiodespi.net

## Programación
La programación actual comprende multitud de producciones propias, entre las que podemos destacar:
- Emprendiendo con Roxana Falasco
- 3 Tristes Trigues
- Hits Box Vinyl Edition
- Music Play de Topdisco Radio
- El Octavo Pasajero
- Fórmula 107
- Game Over
- Terra Incógnita
- La Otra Orilla
- Metal Vortex
- Boca Orella
- Mundo Acrobatico
- La Caja Lista
- llobregat Blanc-i-blau
- Topdespi

## Organigrama
- Director: Rafa Rodríguez
- Departamento Técnico: José Miguel González
- Coordinador: Jordi Díaz
- Publicidad: Mª Carmen Pérez
- Informativos: Lidia Company